# San Gabriel (Ñuble)
San Gabriel es un pequeño poblado de la comuna de San Carlos y Coihueco (Chile). Localizado a 10 km de Cachapoal, 31 de San Carlos y 16 km de San Fabián.
Ubicado en la orilla norte y en la orilla sur del río Ñuble, las dos partes son conectadas por un pequeño puente de concreto construido el año 2006. Según el censo del 2002 San Gabriel contaba con 4.608 habitantes, y se estima que para el 2008 sean 5.034 habitantes.

## Historia
Fundado el año 1809 por Carlos Rodríguez Landaeta, quien mantuvo a su familia en el pueblo hasta la muerte. Luego de tres intentos fallidos por colonizar la ribera norte del Río Ñuble, el año 1822 se construyen las primeras casas en la orilla, la que, a principios de 1937, resultó ser la más poblada.
Debido al crecimiento de la población, y la lejanía con San Carlos, se optó por construir los sitios públicos más importantes para la población (escuela, iglesia, bomberos, cementerio, correo, etc).
En el año 2001, el entonces presidente de la república de Chile, Ricardo Lagos Escobar, dio la aprobación de construir un puente que uniera ambos lados del pueblo cruzados por el río, así el año 2004 comenzó la construcción del nuevo puente, el cual se inauguró el año 2006.